# Manuel Castro (Fußballspieler)
Luis Manuel Castro Cáceres (* 27. September 1995 in Durazno) ist ein uruguayischer Fußballspieler.

## Karriere
Der 1,72 Meter große Mittelfeldakteur Castro rückte zur Apertura 2014 aus der Jugendmannschaft in den Kader des Erstligisten Montevideo Wanderers auf. Dort debütierte er unter Trainer Alfredo Arias am 6. Dezember 2014 bei der 0:1-Auswärtsniederlage gegen Sud América in der Primera División, als er in der 82. Spielminute für Gastón Rodríguez eingewechselt wurde. Insgesamt lief er in der Saison 2014/15 einmal (kein Tor) in der höchsten uruguayischen Spielklasse auf. In der Spielzeit 2015/16 kam er zweimal zum Einsatz, wobei er kein Tor erzielte. Hinzu kamen fünf Spiele in der Copa Sudamericana.
In der nächsten Saison waren es 40 Ligaspielen, in denen er sechs Tore erzielte, sowie 4 Spiele in der Copa Libertadores. In der Saison 2017/18 bestritt Castro 33 Ligaspiele mit elf erzielten Toren und zwei Spielen in der Copa Libertadores.
Anfang Januar 2019 wechselte er zum argentinischen Verein Estudiantes de La Plata, bei dem er einen Vertrag mit einer Laufzeit von drei Jahren unterschrieb. In seiner ersten Saison kam er zu neun Ligaspielen mit einem geschossenen Tor, vier Pokalspielen mit ebenfalls einem geschossenen Tor und drei Spielen im Ligapokal. In der nächsten Saison waren es vierzehn Ligaspielen mit wieder einem geschossenen Tor.
Mitte Februar 2020 wurde er zunächst bis Ende Juni 2020 an den amerikanischen Verein Atlanta United ausgeliehen. Ende Juni 2020 wurde von der Option Gebrauch gemacht, die Ausleihe bis zum Jahresende zu verlängern. Insgesamt kam er dort auf 10 Ligaspielen und ein Spiel im CONCACAF Champions Cup.
Ab 2021 gehörte er wieder zum Kader von Estudiantes de La Plata und bestritt dort im ersten Jahr nach seiner Rückkehr 33 Ligaspiele mit sieben geschossenen Toren. 2022 waren es dann 40 Ligaspielen mit vier geschossenen Toren, zwei Spielen im Pokal und 12 Spielen mit drei Toren im Copa Libertadores.
Anfang Dezember 2022 wurde sein Wechsel zum Jahreswechsel zum mexikanischen Verein FC Juárez vereinbart. Infolge eines Kreuzbandrisses konnte er erstmals Anfang 2024 für den Verein spielen.